# Argyrostola
Argyrostola és un gènere d'arnes de la família Crambidae descrita per George Hampson el 1896. Conté només una espècie, Argyrostola ruficostalis, que es troba a Rio de Janeiro (Brasil) i a Panamà.
L'envergadura és de 32-44 mm. Les ales són de color blanc platejat, amb escates costals i submarginals de marró vermellós.